# عمليات قتالية في 2015 خلال معركة حلب

## يناير
في 5 يناير استعاد المتمردون منطقة المجاهرات في منطقة البريج بعد القتال الذي أسفر عن مقتل أو جرح ما لا يقل عن 20 جنديا. كما استولوا على المدخل الجنوبي للمقالع الحجرية المعروفة باسم الميسات مما أجبر القوات الحكومية على التراجع إلى الشمال. في وقت لاحق أفادت الأنباء أن الجبهة الإسلامية وجيش المهاجرين والأنصار تمكنتا من الاستيلاء على منطقة مناشر البريج ومحاولة إحراز تقدم والسيطرة على برج البريج الذي استطاعوا فيه الاستيلاء على طريق الإمداد العسكري من سجن حلب المركزي إلى منطقتي حندرات والملاح.
في اليوم التالي أفادت التقارير بأن المتمردين سيطروا على المسجد الأخضر ومطحنة ومنطقة التواتور العالي في منطقة البريج. أفيد أن الاشتباكات تركت متمردا واحدا وأصيب ستة من المقاتلين الحكوميين بالقتل.
في 8 يناير شن الجيش والميليشيات الموالية للحكومة هجوما مضادا على المناطق التي استولى عليها المتمردون في الأيام السابقة.
في 22 يناير ورد أن المتمردين تقدموا في منطقتي الملاح وسيفت.
في 24 يناير أفيد بأن المتمردين سيطروا على بعض المواقع في تلال البريج بعد اشتباكات عنيفة ضد القوات الحكومية تدعمها الميليشيات الموالية.

## فبراير
في 3 فبراير اشتبك المتمردون مع القوات الحكومية حول مخيم حندرات. أفادت التقارير بأن المتمردين استولوا على ميسات هيل في المدخل الشمالي الشرقي لحلب.
في 4 فبراير أعاد الجيش استعادة تل الميسات بعد أن احتجزه المتمردون لمدة ساعتين.
في 17 فبراير شن الجيش العربي السوري والمقاتلون الأفغان والإيرانيون هجوما كبيرا في شمال حلب بهدف قطع آخر طريق إمداد المتمردين إلى المدينة فضلا عن تخفيف الحصار الذي فرضه المتمردون على الشيعة مدينتي الزهراء والنبل الرئيسية في الشمال الغربي من حلب. الظروف الجوية السيئة وعدم القدرة على استدعاء تعزيزات في نهاية المطاف توقفت الهجوم الحكومي.
بحلول 19 فبراير شن المتمردون هجوما مضادا واستعادوا منصبين من أصل أربعة من المواقع التي خسرت أمام القوات الحكومية في اليومين السابقين. قتل 90 من القوات الحكومية و80 من مقاتلي المعارضة مع عشرات السجناء أخذوا على كل جانب. مصدر عسكري جلب اسم أكثر من 78 من مقاتلي النصرة الذين قتلوا في الاشتباكات الجارية في شمال حلب.

## مارس
في 4 مارس قام المتمردون بقصف جزء من مبنى إدارة المخابرات الجوية في شمال شرق المدينة ثم شنوا هجوما في محاولة للاستيلاء على المنشأة. تسبب الانفجار في الهزة 2.3 التي سجلها مركز الزلازل الأوروبي المتوسطي. أسفرت الاشتباكات التي تلت ذلك عن مقتل 20 جنديا و14 متمردا. فشل الهجوم في نهاية المطاف.
في 9 مارس شنت قوات المعارضة هجوما على حندرات شمال حلب بعد أن لاحظت وجود ارتباك في صفوف القوات الحكومية بعد قتال فبراير. تم الإبلاغ في البداية أن قوات المعارضة استولت على حندرات شمال حلب. ومع ذلك أفادت مصادر المعارضة في وقت لاحق أن المتمردين تمكنوا من الاستيلاء على 40-50٪ فقط من القرية في حين أن الجيش لا يزال يسيطر على الجزء الشمالي من هندرات. قال مصدر عسكري إنهم لا يزالون يسيطرون على 80٪ من هندرات في حين ادعى قائد ميداني للمتمردين أن قوات المعارضة تسيطر على 75٪.
في 18 مارس بعد حوالي 10 أيام من القتال طرد الجيش المتمردين من هندرات بالكامل وأعادوا السيطرة على القرية.

## أبريل
في 13 أبريل جددت قوات المعارضة الإسلامية وجبهة النصرة هجومها على مبنى المخابرات الجوية واستخدمت مرة أخرى قنبلة نفق تلتها اعتداء. أفيد أن الكثير من مبنى المخابرات الجوية قد أصيب بأضرار نتيجة لقنبلة النفق.
بين 27-29 أبريل أطلق الجيش السوري الحر وحركة أحرار الشام الإسلامية عملية في مدينة حلب القديمة وحول ساحة الحطب في حي الجديدة شملت قنابل نفق وقصف للمباني حيث تمركز الجنود. ادعى المتمردون أنه قتل 76 جنديا في هذه العمليات.

## يونيو
استعدادا لهجوم جديد قصف المتمردون بشدة أجزاء من المدينة تسيطر عليها الحكومة مما أسفر عن مقتل 43 مدنيا و190 جريحا في 15 يونيو. في 17 يونيو استولت قوات المتمردين على حي الرشيدين الغربي من القوات الحكومية وفي اليوم التالي ادعت أيضا أنها دفعت إلى مجتمع الخلدية الكردستاني الكبير. إلا أن التلفزيون الحكومي نفى كلا الخسائر وقال أن الوضع هادئ نسبيا. أكد المرصد السوري لحقوق الإنسان المؤيد للمعارضة فقط اعتقال المتمردين لراشيدين وأن هناك قتالا في ضواحي الخالدية. كما استولى المتمردون على تل الأفغاني بالقرب من باشكوى شمال المدينة. ومع ذلك استعادت القوات الحكومية التل في 19 يونيو. خلال 19 و20 يونيو أدت جولة جديدة من قصف المتمردين إلى مقتل 19 مدنيا آخرين. أفيد أن آخر اعتداءات المتمردين كانت بداية حملة كبيرة إلا أن المتمردين لم يحرزوا تقدما كبيرا إلا بعد حشدهم حول المدينة وتحقيق التقدم الملحوظ في راشدين.

## يوليو
في 2 يوليو شن هجومان كبيران من قبل تحالفين متمردين هما فتح حلب وأنصار الشريعة التي تضم الأخيرة جبهة النصرة المرتبطة بتنظيم القاعدة حيث ركز القتال على خط الجبهة في الزامية. في اليوم التالي استولى المتمردون على بعض المباني في جزيرة الزهراء لكن التقدم لم يكن ذا أهمية إستراتيجية وتسبب في خسائر فادحة حيث قتل 35 متمردا في غارات جوية ثقيلة. وصف الهجوم بأنه غير فعال إلى حد كبير وفشل في تحقيق هدفه. قتل ما لا يقل عن 18 جنديا في القتال.
في 4 يوليو تمكنت حركة فتح من الاستيلاء على مركز البحوث العلمية في الضواحي الغربية لحلب مما أدى إلى التغلب على أول تقوية حكومية كبرى وربما تهدد المناطق التي تسيطر عليها الحكومة في حلب. ومع ذلك تمكنت القوات الحكومية من استعادة المناطق التي فقدتها في اليوم السابق في جزيرة الزهراء. في وقت لاحق من اليوم شن المقاتلون الحكوميون هجوما مضادا على مركز البحث العلمي وتمكنوا من الدخول إلى الضواحي الشرقية للمركز ولكنهم أجبروا على التراجع خارج جدران المجمع بعد القصف العنيف. قتل 12 متمردا و12 جنديا في الاشتباكات. حتى 5 يوليو كان الهجوم على جماعة الزهراء فشل إلى حد كبير في حين أن الجيش ما زال يحاول استعادة المركز.
في مساء يوم 6 يوليو قام انتحاري بضرب مواقع حكومية في جماعة الزهراء مما أدى إلى مقتل 25 مقاتلا حكوميا. كما أدى القتال الذي تلاه إلى مقتل 19 متمردا كما ادعى نشطاء المعارضة أن قوات المتمردين تمكنت من القبض على عدة مبان. استمر القتال أيضا في المركز.
أفادت الأنباء في 20 يوليو أنه تم العثور على جثة أحد قادة الجيش السوري الحر المختطف حسين قنطار على جانب الطريق. تعرض الملازم الأول للجيش السوري الحر للضرب المبرح بالرصاص من قبل مجهولين في مدينة حلب الشمالية.
في 31 يوليو شن المتمردون هجوما فاشلا على قاعدة عسكرية في أطراف حلب مما أسفر عن مقتل 25 متمردا وتسعة جنود.

## سبتمبر
في 22 سبتمبر وصلت إلى حلب اثنتي عشرة دبابة و900 من تعزيزات قوات الدفاع الوطني بهدف استعادة المرفق العلمي. كان من المتوقع عدة مئات من قوات الدفاع الوطني إضافية في الأيام المقبلة.

## أكتوبر
بحلول أكتوبر 2015 أفادت التقارير بأن الجيش السوري لا يزال يكافح من أجل الاستيلاء على المرفق العلمي. لكن في 2 أكتوبر قتل 11 مقاتلا من المتمردين في مناوشات مع الجيش السوري.
في 8 أكتوبر قتل العميد حسين حمداني من فيلق حرس الثورة الإسلامية الإيراني في ضواحي حلب بينما كان في مهمة استشارية للقوات المسلحة السورية.
في 9 أكتوبر أفادت التقارير بأن الجيش السوري وقوات الدفاع الوطني استولوا على مدينة جبول من تنظيم الدولة الإسلامية في المنطقة الشرقية من محافظة حلب مما يمثل الوجود الأول لقوات الحكومة السورية في المنطقة منذ ثلاث سنوات.
في 10 أكتوبر هاجمت القوات المسلحة السورية وجبهة الدفاع الوطني مواقع تنظيم الدولة الإسلامية في شرق حلب مما أسفر عن مقتل 15 من مقاتليه واستيلاء على قمة تل وكذلك قرية دوير الزيتون التي يسيطر عليها المتمردون. كانت أول مرة تقدمت فيها الشعبة في شمال حلب منذ يناير 2015.
بحلول 13 أكتوبر استولى تنظيم الدولة الإسلامية على أربع قرى يسيطر عليها المتمردون شمال شرق حلب في حين استولى الجيش على منطقة التجارة الحرة بين سوريا وتركيا وسجن الأحداث ومصنع الأسمنت.
في 14 أكتوبر بدأ القتال بين تنظيم داعش وجماعات المتمردين في قريتي أهراس وتيل جابين في حين وقع المزيد من القتال في المناطق الريفية شمال حلب. بينما قصفت الطائرات الروسية عدة مبان وسيارات في مقر جبهة النصرة خارج حلب.
في 16 أكتوبر شن الجيش هجوما واسع النطاق على جنوب حلب بعد عام تقريبا من الخمول على طول المنطقة الريفية في جبال أزان. استولى الجيش على قرى أبتين والواديحي وقلعة النجم وقاعدة كتيبة الدفاع والمزارع المحيطة به. كان الهدف الرئيسي من هجوم الجيش الجنوبي في حلب هو استعادة جبال أزان من المتمردين مع إنشاء منطقة عازلة أكبر حول الطريق السريع الوحيد للحكومة السورية المؤدي إلى عاصمة المقاطعة.
في 17 أكتوبر قال مسؤول أمريكي أنه تم نشر ما يصل إلى 2000 من القوات المدعومة من إيران في حلب. في حين قتل عضو في النصرة (السعودي سنافي النصر) في غارة جوية في محافظة حلب مع اثنين آخرين بارزين من أعضاء النصرة. ليس من المعروف ما إذا كانت غارة جوية أمريكية أو روسية قتلت الثلاثة.